# Świdnica

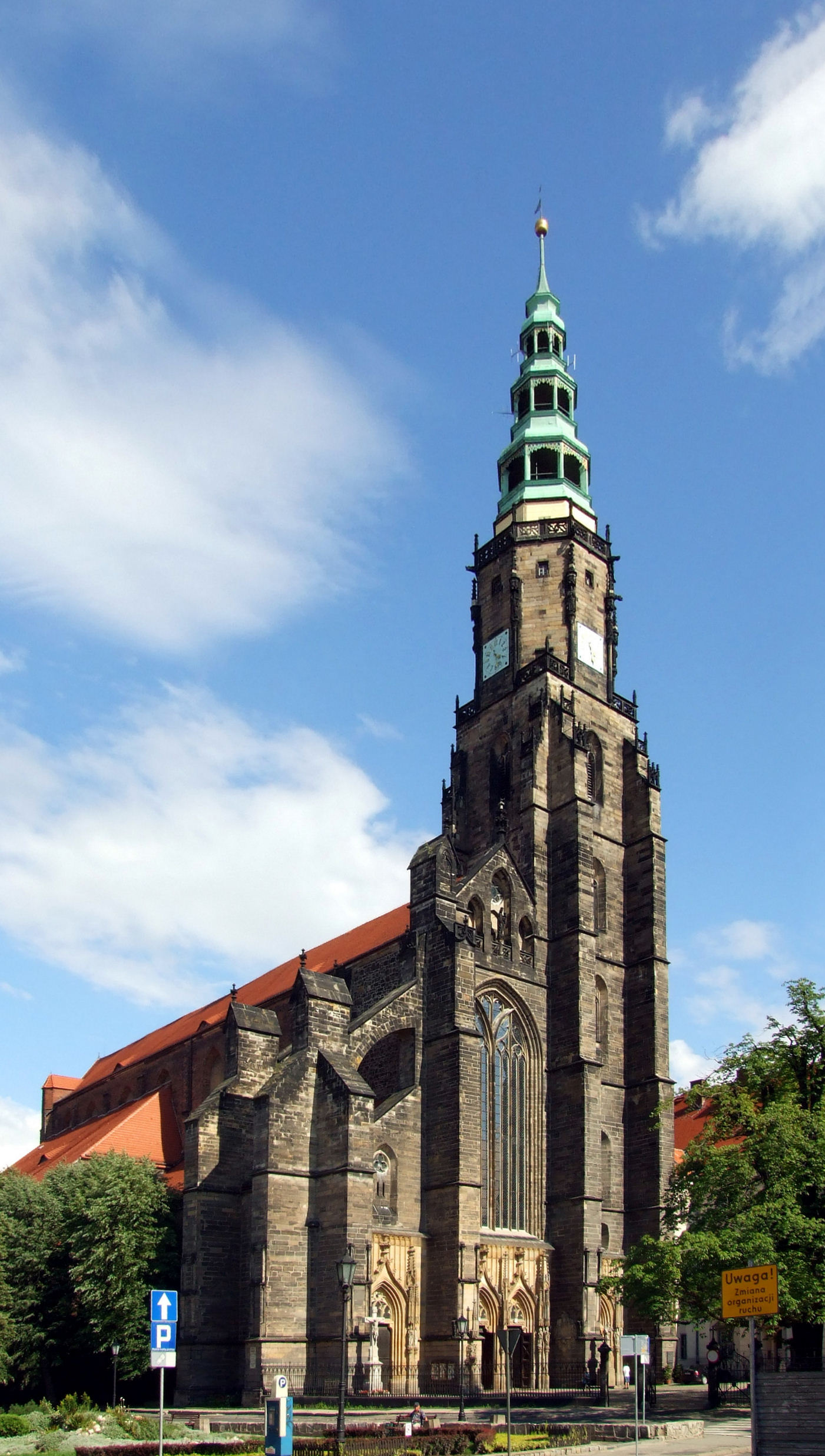
Catedral d'Świdnica.

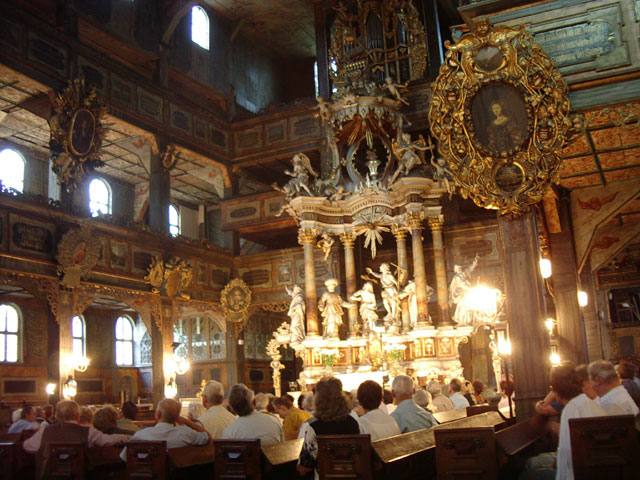
Interior de l'Església de la Pau

Świdnica és una ciutat polonesa al sud-oest del voivodat de Baixa Silèsia. És l'antiga capital del Ducat de Schweidnitz-Jauer i seu d'una diòcesi episcopal catòlica des del 2004. El 2008 tenia prop de 59.863 habitants. És una població coneguda per l'Església de la Pau, declarada Patrimoni de la Humanitat el 2001.

## Història
Amb antecedents d'un assentament eslau d'almenys del segle x, Świdnica apareix citada ja per primera vegada en un document del 1249, relatiu a la fundació d'una església franciscana, i en un altre datat del 1267 s'hi descriu ja com a ciutat, estatus que va deure adquirir al voltant del 1250, quan pertanyia al Ducat de Breslàvia. Pels volts del 1290 la ciutat tenia ja unes muralles en què s'obrien sis portes i la població vivia de l'artesania i el comerç. El 1291 esdevingué capital del Ducat de Świdnica, ostentat per una branca de la dinastira dels Piast.
L'últim duc piast fou Bolko II el petit. En morir el 1368 la seva vídua, Agnès d'Habsburg, mantingué el ducat fins a la mort, però el 1392 el Ducat de Świdnica fou incorporat al Regne de Bohèmia per Venceslau I d'Alemanya, ja que la seva mare, Anna de Świdnica, (casada amb el rei Carles IV i morta el 1362) era neboda i heretera de Bolko II.

## Residents Notables
- Maria Cunitz (1604–64), astronoma
- Manfred von Richthofen (1892–1918), Aviador de la Primera Guerra Mundial, conegut com El Baró Roig